# Веллінгтонський тролейбус
Веллінгтонський тролейбус — закрита тролейбусна мережа. Тролейбуси у Веллінгтоні були частиною системи громадського транспорту, мережа експлуатувалася з 1949 по 2017 рік.

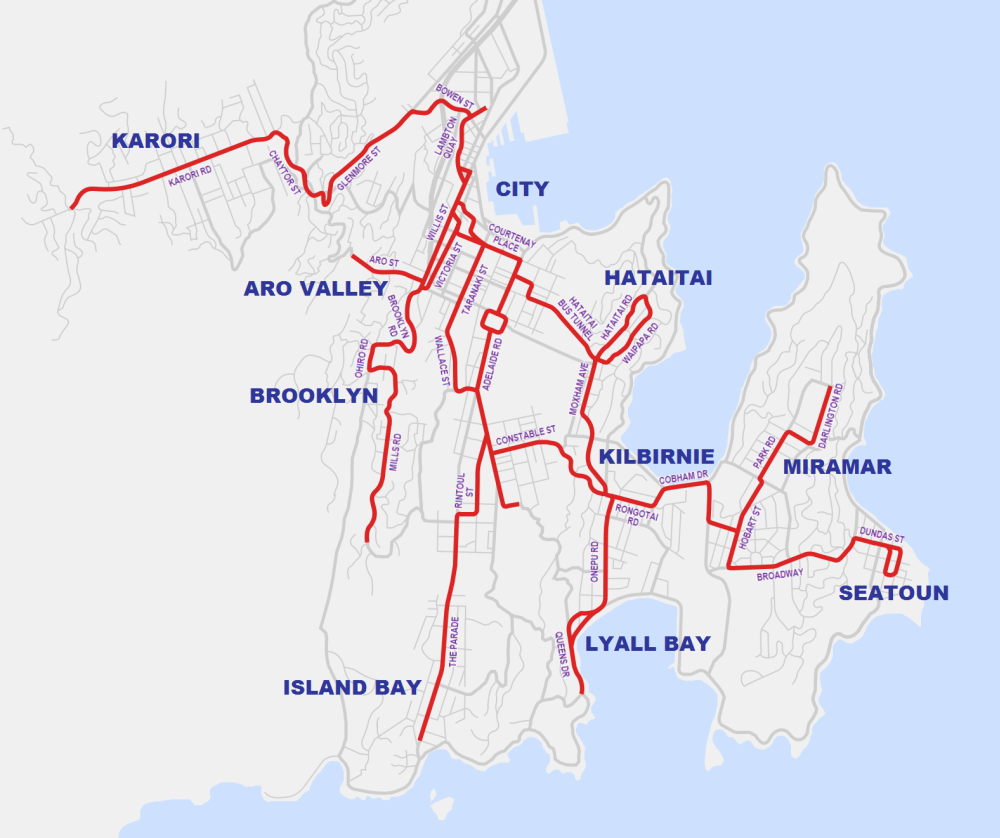
Схема системи

## Історія

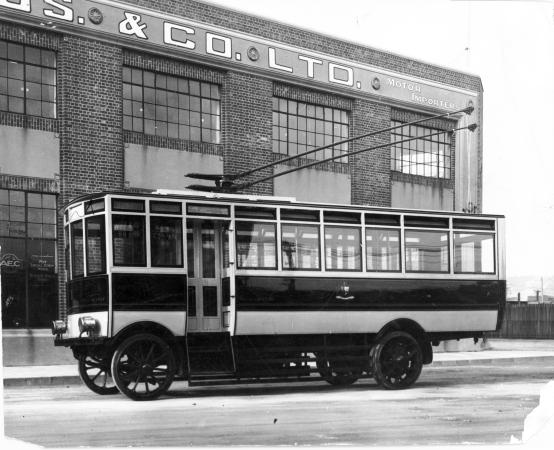
Перший тролейбус у Веллінгтоні

Перший тролейбусний маршрут у Веллінгтоні почав працювати в період між 1924 і 1932 роками. На ньому використовувався один тролейбус AEC 602.
Тролейбус було пущено на додаток до трамвайної мережі міста. Пізніше мережу замінили дизельними автобусами.
Друга і ширша тролейбусна мережа була пущена в 1945, коли було прийнято рішення поступово замінити трамваї міста тролейбусами. Тролейбуси були кращими, ніж трамваї, тому що були більш маневровними та сучаснішими.

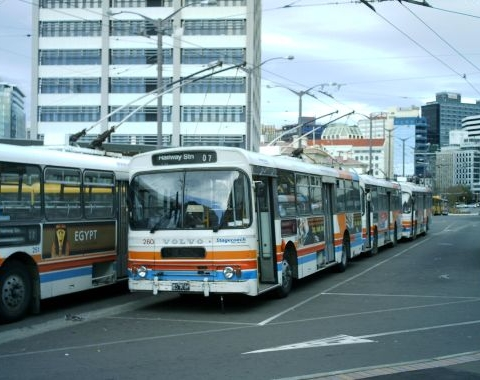
Тролейбуси Volvo біля залізничного вокзалу міста

Контактна мережа системи сягнула 50 кілометрів. Тролейбусний парк досяг 119 тролейбусів, що включає машини виробництва Crossley Motors, British United Traction і Volvo.
Тролейбусна система була під загрозою закриття протягом багатьох років, в основному через собівартість. Однак на початку XXI століття зросла увагу до екологічності міського транспорту змусила компанію зберегти тролейбуси, а в 2007 рік було оголошено про закупівлю тролейбусів нового покоління. Постачання нових тролейбусів почалося у 2007 і закінчилося у 2009 році. Тролейбусну систему було закрито 31 жовтня 2017 року через високу вартість обслуговування.

## Див також
- Список тролейбусних систем світу